# 휴이 갤러처
휴 킬패트릭 "휴이" 갤러처(Hugh Kilpatrick "Hughie" Gallacher 1903년 2월 2일 ~ 1957년 6월 11일)는 스코틀랜드의 축구 선수였다.
선수 시절 뉴캐슬 유나이티드, 첼시 등에서 뛰며 통산 554경기 출전 406골이라는 높은 득점율을 기록했고, 스코틀랜드 대표팀에서도 20경기에 출전하여 23골을 기록했다.